# 金山峠 (山形県・宮城県)
金山峠（かねやまとうげ、かなやまとうげ）は、山形県上山市と宮城県刈田郡七ヶ宿町を結ぶ峠。羽州街道の一部（七ヶ宿街道）で金山越の街道は史跡指定を受けた景勝地である。標高623m。

## 概要

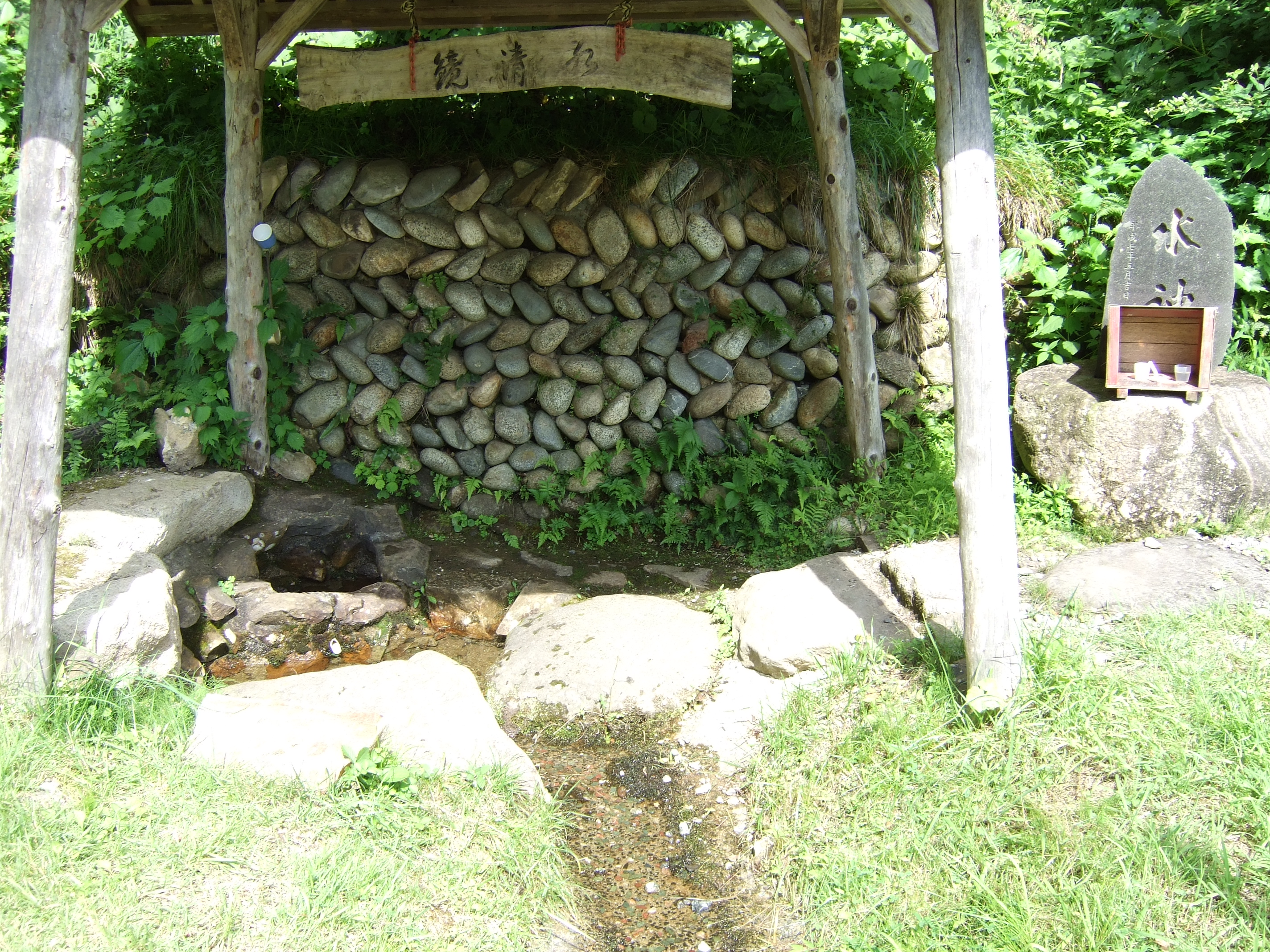
鏡清水

山形県道・宮城県道13号上山七ヶ宿線が通っており、山形県上山市赤山から金山を通り、宮城県七ヶ宿町干蒲までの区間は冬期通行止となる。その間は高畠町方面を経由した、国道113号と山形県道268号楢下高畠線を使用する道筋が迂回路として使われる。
羽州街道の一部であり、特に金山峠と小坂峠の間の区間は、道中に7つの宿場があることから「山中七ヶ宿街道」とも呼ばれる。七ヶ宿町の名の由来でもある。現在では桑折宿（福島県）から上山宿（山形県）までの区間を指して七ヶ宿街道とも称する。
峠は、奥羽山脈中の分水嶺の一翼を担っており、七ヶ宿町側の白石川は阿武隈川水系で太平洋へ、上山市側の金山川は最上川水系で日本海へとそそぐ。白石川源流部の「鏡清水」はショウブやミズバショウの群生地である。

## 歴史
かつて羽州街道の一部であった事から、弘前藩、秋田藩、庄内藩、山形藩、上山藩など13の藩が参勤交代の道筋として利用した。鏡清水も街道時代から名水として珍重されていた。また、七ヶ宿町と上山市との間の羽州街道金山峠越の道は、1996年に文化庁選定の歴史の道百選の一つに選定された。
2014年（平成26年）7月9日から10日にかけての前線に伴う大雨で土石流が発生し、史跡23カ所が被災した。その後、2カ年事業で災害復興事業と遺構確認調査が実施された。